# Guillermo Salcedo
Guillermo Salcedo – wenezuelski bokser, złoty medalista igrzysk Ameryki Środkowej i Karaibów w San Juan z roku 1966 oraz brązowy medalista igrzysk panamerykańskich w Winnipeg z roku 1967.

## Kariera
W 1966 roku Salcedo zajął pierwsze miejsce w kategorii lekkopółśredniej na igrzyskach Ameryki Środkowej i Karaibów, które rozgrywane były w San Juan. W finale Wenezuelczyk pokonał Jamajczyka Kennetha Nelsona, zdobywając złoty medal w kategorii lekkopółśredniej. W 1967 był uczestnikiem igrzysk panamerykańskich w Winnipeg, na których rywalizował w kategorii lekkopółśredniej. Salcedo przegrał w półfinale z Argentyńczykiem Hugo Sclarandim, zdobywając brązowy medal.